# Caridarctia
Caridarctia é um género de traça pertencente à família Arctiidae.